# Hepatopatia crònica
L'hepatopatia crònica en el context clínic és un procés de malaltia del fetge que implica un procés de destrucció i regeneració progressiva del parènquima hepàtic que condueix a fibrosi i cirrosi.

## Signes i símptomes
Els signes i símptomes d'hepatopatia crònica detectables a l'examen clínic es poden dividir en els que s'associen al diagnòstic de l'hepatopatia crònica, associades a la descompensació i associats a la causa.

### Hepatopatia crònica
- Dits de baqueta de timbal
- Eritema palmar
- Aranya vascular (angiomes)
- Fetge petit i irregular
- Anèmia
- Cap de Medusa
- En homes:
  - Ginecomàstia
  - Distribució del cabell feminitzant
  - Atròfia testicular

### Descompensació
- Somnolència (encefalopatia)
- Hiperventilació (encefalopatia)
- Asterixi (encefalopatia)
- Icterícia (disfunció excretora)
- Ascites (hipertensió portal i hipoalbuminèmia)
- Leuconíquia (hipoalbuminèmia)
- Edema perifèric (hipoalbuminèmia)
- Hematomes (coagulopatia)
- Trastorn de l'equilibri acidobàsic, més freqüentment alcalosi respiratòria

### Signes associats a la causa
- Contractura de Dupuytren (alcohol)
- Augment de les paròtides (alcohol)
- Neuropatia perifèrica (alcohol i algunes drogues)
- Signes cerebel·lars (alcohol i malaltia de Wilson)
- Augment del fetge (alcohol, malaltia per fetge gras no alcohòlic, hemocromatosi)
- Anells de Kayser-Fleisher (malaltia de Wilson)
- Augment de la pigmentació de la pell (hemocromatosi)
- Signes d'insuficiència cardíaca dreta